# Abbaye de Deutz
L'abbaye Notre-Dame de Deutz était une abbaye bénédictine à Deutz (aujourd'hui quartier de la ville de Cologne). Elle est à l'emplacement de l'ancienne Castel divitia romaine (Kastell Deutz). L'église abbatiale romane, dédiée à saint Héribert de Cologne, compte parmi les plus jolies petites églises romanes de la région. Elle a été donnée à la communauté grecque-orthodoxe de la ville.

## Histoire
C'est en 1003 que saint Héribert fonde une communauté bénédictine à Deutz. Cet évêque était un proche conseiller de l'empereur Othon III et ce dernier lui avait promis sur son lit de mort un an plus tôt à Castel Sant'Elia de faire construire un monastère en l'honneur de la Vierge Marie.
Héribert s'assure pour l'abbaye de riches prébendes et des villages prospères appartiennent à l'abbaye, comme Deutz évidemment, mais aussi Kalk, Vingst, Poll, Rolshoven, Westhoven, etc.ainsi qu'un quart de la forêt de Königsforst et la moitié de celle de Gremberg, immenses forêts de la rive droite du Rhin. Saint Héribert consacre l'église romane en 1020. Un an plus tard, il y trouve son dernier repos. L'abbaye était placée sous la protection des comtes de Berg, Vidames héréditaires de l'abbaye de Deutz. 
L'abbaye est réformée à l'époque de saint Annon (1010-1075), sans doute par lui-même ou l'un de ses successeurs, et suit la règle de l'abbaye de Michaelsberg de Siegburg. On compte parmi ses abbés influents, le Liégeois Rupert de Deutz, éminent théologien du Moyen Âge.
Comme l'abbaye occupait une place stratégique, près du Rhin, elle dut subir plusieurs assauts au cours des siècles. Elle fut reconstruite au XIVe et au XVIe siècle. Les bâtiments actuels datent de 1663. L'église abbatiale se dresse au centre avec deux clochers de chaque côté du chœur et son ornementation est baroque. L'église est endommagée par l'inondation de 1784.
Les bénédictins sont chassés à l'époque napoléonienne et l'abbaye confisquée et sécularisée. L'église devient église paroissiale en 1804.
L'ancienne abbaye souffre gravement de dommages à la fin de la Seconde Guerre mondiale et les travaux de restauration se déroulent jusque dans les années 1970. Les bâtiments anciennement monastiques gardent leur vocation, puisqu'ils accueillent aujourd'hui une fondation de la Caritas pour les personnes âgées.
L'église a été donnée à la communauté grecque-orthodoxe de Cologne , tandis que les reliques de saint Héribert ont été transférées à la nouvelle église Saint-Héribert, construite à la fin du XIXe siècle.